# Acolastus denticulatus
Acolastus denticulatus is een keversoort uit de familie bladkevers (Chrysomelidae). De wetenschappelijke naam van de soort werd in 1996 gepubliceerd door Medvedev.